# Élections législatives grecques de 1879
Les élections législatives grecques du 23 septembre 1879 élurent les membres du parlement grec. Une coalition composée des partisans d'Alexandros Koumoundouros et de Theódoros Deligiánnis arriva en tête et constitua une base stable pour une majorité permettant à Alexandros Koumoundouros de rester Premier ministre.

## Fonctionnement du scrutin
Conformément à la constitution de 1864, les élections se déroulèrent au suffrage masculin direct et secret. Une loi de 1877 avait abrogé la quasi-totalité des restrictions. Hormis quelques exceptions, tous les hommes de plus de 21 ans étaient électeurs. Les députés étaient répartis en proportion de la population de la province : un député pour 10 000 habitants ; avec un minimum de 150 députés. La loi du 25 novembre 1862 stipulait de plus que les Grecs « hétérochtones » (vivant hors des frontières du pays, à l'inverse des « autochtones » vivant à l'intérieur) étaient aussi électeurs. Comme ils étaient plus nombreux, leurs élus étaient aussi plus nombreux.
Les députés étaient élus à la majorité absolue, au niveau provincial. Chaque électeur disposait d'autant de votes qu'il y avait de candidats. Les électeurs, la plupart analphabètes, ne votaient pas avec des bulletins, mais avec des boules de plomb. Il y avait autant d'urnes qu'il y avait de candidats. L'électeur glissait la main dans l'urne et plaçait sa boule soit à droite (partie blanche, inscrite « oui »), soit à gauche (partie noire, inscrite « non »). Les urnes étaient en acier recouvert de laine pour éviter qu'un bruit quelconque informe de la façon dont l'électeur avait voté. Le député qui avait obtenu la majorité (en principe), mais proportionnellement le plus de voix (dans la réalité) était élu.

## Résultats
Les partis étaient alors plutôt identifiés par le nom de leur chef de file.
Il y avait 207 sièges à pourvoir. La coalition composée des partisans d'Alexandros Koumoundouros et de Theódoros Deligiánnis remporta 100 sièges, soit 48,3 % de l'assemblée ; l'« Opposition unie » obtint 85 sièges (41,1 %) ; deux formations se dirent « Indépendant » et « Indépendants » et recueillirent 10,7 % des voix pour 22 sièges (13,2 %). Alexandros Koumoundouros resta Premier ministre pendant un an.
| Partisans d'Alexandros Koumoundouros et de Theódoros Deligiánnis | 100 |
| Opposition unie                                                  | 85  |
| Indépendant                                                      | 20  |
| Indépendants                                                     | 2   |
| Total                                                            | 207 |
| Source : Pantelis, Koutsoubinas, Gerapetritis, 2010, p. 854      |     |